# Bandeira de Andorra
A bandeira nacional de Andorra (em catalão:   Bandera d'Andorra) foi adoptada em 1866. Consiste de um tricolor vertical de azul, amarelo e vermelho, sendo a faixa amarela ligeiramente mais larga que as outras duas, com o brasão de armas da Andorra no centro.
A bandeira pode se considerar como uma fusão das bandeiras da França e da Catalunha, países que são os protetores da nação.
O design é semelhante às bandeiras da Romênia, Moldávia e Chade. Todas elas são tricolores verticais de azul, amarelo e vermelho, mas ao contrário de Andorra, suas bandeiras possuem as três faixas de igual tamanho, além de que a bandeira de Andorra tem seu escudo de armas no centro.

## Simbolismo e cores
O desenho está relacionado com as bandeiras da Catalunha, Foix e França, as terras historicamente ligadas ao pequeno país. O brasão de armas de Andorra no centro da bandeira contém simbolismo histórico para o Bispo de Urgell, Conde de Foix, Catalunha e Viscondado de Béarn. A inclusão do brasão de armas a torna uma das 28 bandeiras nacionais a conter simbolismo abertamente cristão e é a única bandeira nacional a retratar gado, exceto a bandeira da Moldávia, que apresenta a cabeça de um touro. Uma bandeira de três barras é semelhante à do tricolor francês, enquanto o padrão de uma faixa central mais larga pode ser notado na bandeira espanhola. O lema no brasão (escrito em Goudy Old Style) na faixa do meio Virtus Unita Fortior significa "Virtue United is Stronger". O azul e o vermelho da bandeira de Andorra também são encontrados na bandeira francesa, sendo o vermelho e o amarelo também as cores da bandeira da Catalunha (como o antigo símbolo real da Coroa de Aragão) e as armas do antigo Condado de Foix (atualmente parte da França)

## Cores
| Brasão   | Brasão          | Brasão        | Brasão               |
| Cor      | Sistema Pantone | CMYK          | Tripleto hexadecimal |
| -------- | --------------- | ------------- | -------------------- |
|          | 485 C           | 0-95-100-0    | #ee3224              |
|          | 466 C           | 12-22-43-0    | #e0c298              |
|          | Yellow C        | 0-15.69-100-0 | #FFD700              |
|          | 300 C           | 100-44-0-0    | #0078c1              |
|          | 478 C           | 40-86-100-30  | #7d3620              |
| Bandeira |                 |               |                      |
|          | Blue 072 C      | 100-88-0-5    | #1c3f94              |
|          | Yellow C        | 0-15.69-100-0 | #FFD700              |
|          | 199 C           | 0-100-62-0    | #ed164f              |

## Outras bandeiras

Bandeira civil
Bandeira civil (horizontal)
Bandeira de Andorra de 1806 a 1866
Bandeira de 1939 a 1949
Bandeira durante o domínio de Boris I (1934)
Bandeira de 1949 a 1959